# Ісраел Мілітосян
Ісраел Мілітосян (17 серпня 1968) — вірменський важкоатлет.
Олімпійський чемпіон 1992 року в категорії до 67,5 кг, срібний призер 1988 року в категорії до 67,5 кг, учасник 1996 року.
Чемпіон світу 1989 року в категорії до 67,5 кг, срібний призер 1991 року в категорії до 67,5 кг, бронзовий призер 1987 року в категорії до 67,5 кг.
Чемпіон Європи 1989 року в категорії до 67,5 кг, срібний призер 1987 (до 67,5 кг), 1990 -67.5 kg, 1991 -67.5 kg, 1992 (до 67,5) кг років.
Чемпіон СРСР 1989, 1991 років.